# El Peiró
El Peiró és una obra del municipi de Sant Pau de Segúries (Ripollès) inclosa en l'Inventari del Patrimoni Arquitectònic de Catalunya.

## Descripció
El Peiró consta de dues construccions totalment diferenciades, i la principal d'elles datada de 1899 és un exemple de tipologia de segona residència que ja es troba resolt en algunes obres d'en Josep Danés i Torras, com Can Huget de Vilallonga de Ter, o bé Mas Pomer, d'autor desconegut. La casa és una notable combinació de pedra i totxo. L'altra construcció és l'habitatge dels masovers d'estructura clàssica quant a pagesia. Són destacables l'accés i els jardins romàntics que porten des de la carretera de Camprodon a la casa.